# Eurysphindus grandiclaviger
Eurysphindus grandiclaviger es una especie de coleóptero de la familia Sphindidae.

## Distribución geográfica
Habita en México.